# 开皇律
《开皇律》是隋文帝在位时期制定颁行的法律，共12篇500条。其重新确定了五刑、八议、十恶制度，为后朝法典相继沿用，《开皇律》代表了隋朝立法的最高成就，在中国法制史上占有重要地位。

## 制定
开皇元年（581年），隋文帝为改革旧律，命高颎及其它重臣郑译、杨素、苏威、裴政等十四人，广泛采用魏、晋、齐、梁各律的优点，“沿革轻重，取其折衷”，制定《新律》。十月完成，颁布实行。三年（583年），文帝“因览刑部奏，断狱数犹至万条。以为律尚严密，故人多陷罪”。因此又命苏威、牛弘等人，本着删繁就简，以轻代重为原则，对新律重新更定，制成《开皇律》。

## 律文
律文共十二篇，五百条。与旧律相比，删去死罪八十一条，流罪一百五十四条，徒、杖罪一千余条。主要参照北齐，部分参照北周的法律而制成。其篇目分别是：名例、卫禁、职制、户婚、厩库、擅兴、贼盗（亦作盗贼）、斗讼、诈伪、杂律、捕亡、断狱十二篇。还制定了一些有利于平民的诉讼程序，如百姓有冤情，可逐级上告，甚至直到朝廷。

## 刑罚
杨坚在北周辅政时，鉴于其“刑政苛酷，群心崩骇”，主张“法令清简”，并且“躬履节俭”，结果“天下悦之”。即帝位后，在制定新法时，废除前朝的鞭刑、枭首、轘裂等酷刑，以及“孥戮相坐之法”。确立死刑、流刑、徒刑、杖刑、笞刑五种刑罚共分二十等，即死刑二等：绞、斩；流刑三等：一千里、一千五百里、二千里，或服劳役二年、二年半、三年；徒刑五等：一年、一年半、二年、二年半、三年；杖刑五等：自六十到一百；笞刑五等：自十至五十。
新的五刑制度自《开皇律》确定为法定刑法后，取代了墨、劓、刖、宫等割裂肌肤、残害肢体的肉刑，为历史形制的进步，被以后历代律典所沿用。

### 十恶
《开皇律》在《北齐律》“重罪十条”基础上，改为“十恶之条”，即：一、谋反，二、谋大逆，三、谋叛，四、恶逆，五、不道，六、大不敬，七、不孝，八、不睦，九、不义，十、内乱。按规定，“犯十恶及故（意）杀人狱成（经审讯已定案）者，虽会赦（大赦）尤除名。”十恶的罪名自《开皇律》确立后，历代法典均相继沿用、不作修改。

### 特权
《开皇律》对贵族、官员的犯罪在法律上享有特权。凡是在八议范围内的人或七品以上官吏犯罪（十恶除外），都可以减罪一等。九品以上官吏犯罪，可以用钱来赎罪。

## 影响
隋朝虽仅存三十七年，但其法制建设有很大成就，而《开皇律》被史学家誉为好法，其上承汉律的源流，各项基本制度均被唐律直接继承，成为唐律的直接蓝本。后来又为宋、明、清各朝所沿用，在中国法律制度发展史上占着重要的地位。并对古代日本、朝鲜、越南等国建立和完善法制产生过影响。